# Không gian vành
Trong toán học, một không gian vành là một họ các vành (giao hoán) được tham số hóa bởi các tập con mở của một không gian tôpô cùng với các đồng cấu vành có vai trò giống như thu hẹp ánh xạ. Nó là một không gian topo được trang bị với một bó vành gọi là bó cấu trúc. Nó là một sự trừu tượng của khái niệm vành các hàm liên tục trên các tập con mở.
Trong số các không gian vành, đặc biệt quan trọng và nổi bật là không gian vành địa phương.

## Định nghĩa
Một không gian vành (X,OX) là một không gian tô pô X cùng với một bó vành OX trên X. Bó OX được gọi là bó cấu trúc của X.
Không gian vành địa phương là không gian vành (X,OX) sao cho tất cả các thớ của OX là các vành địa phương (có nghĩa là chúng có i-đê-an tối đại duy nhất). Lưu ý rằng OX(U) không nhất thiết phải là một vành địa phương (giới hạn trực tiếp của chúng mới là vành địa phương).

## Ví dụ
Nếu X là một đa tạp với một số cấu trúc bổ sung, chúng ta cũng có thể lấy vành các hàm liên tục, hàm trơn, các hàm chỉnh hình,... Đây đều là các không gian vành địa phương.